# خانق الظبي

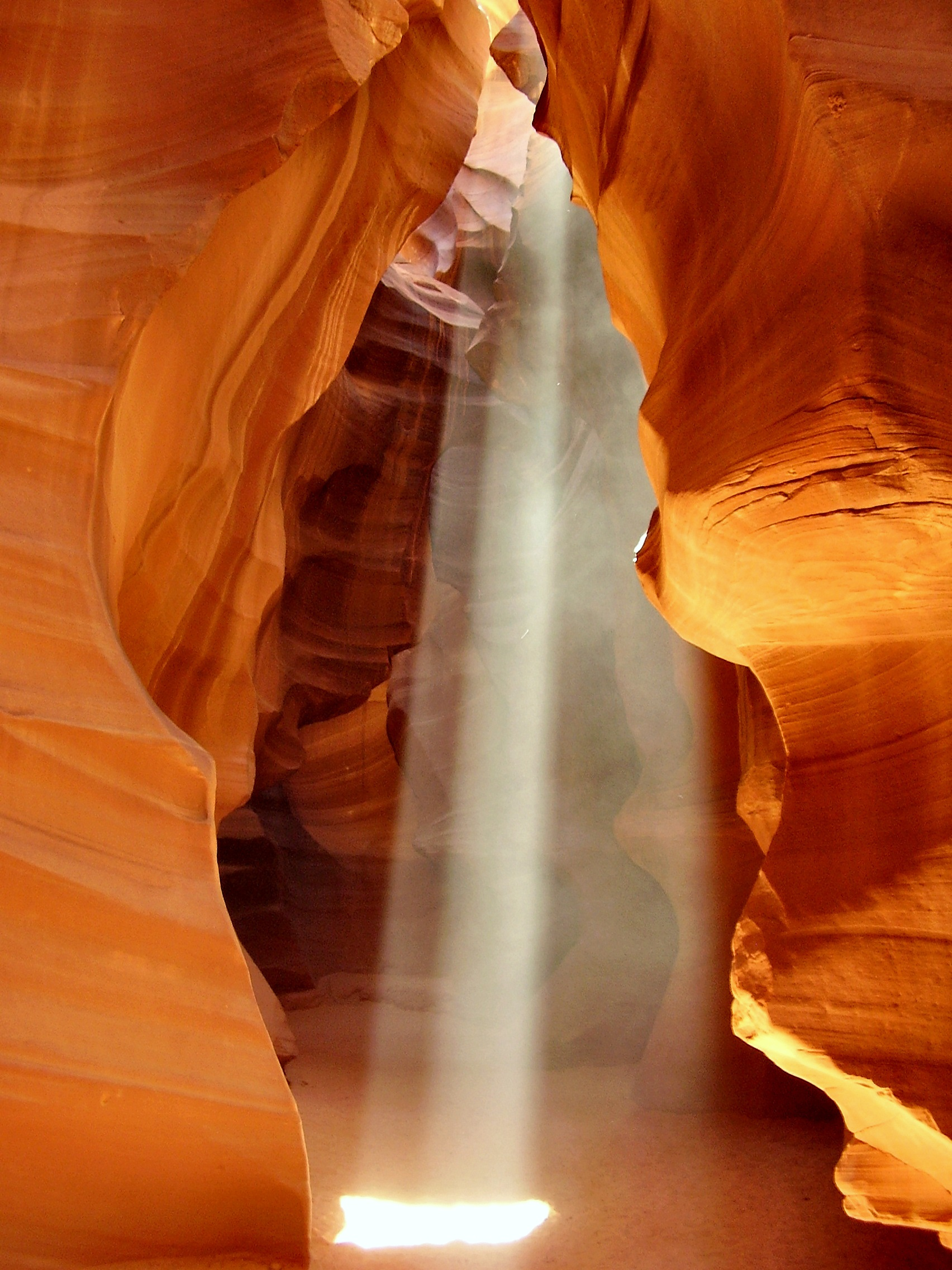
شعاع من الضوء في أنتيلوب كانيون

أنتيلوب كانيون (بالإنجليزية: Antelope Canyon) هي منطقة تقع في الجنوب الغربي من الولايات المتحدة وتعتبر من أكثر الأماكن زيارة وتصويراً، سمح بالتصوير فيها عام 1997.

## وصلات خارجية
- الموقع على شبكة الإنترنت